# Nou Estadi Costa Daurada
El Nou Estadi Costa Daurada és l'estadi de futbol on juga el Gimnàstic de Tarragona. Va ser inaugurat el 2 de febrer de 1972, sota el nom de Nou Estadi. Les dimensions del camp de futbol són de 102 x 67 metres, i té una capacitat per a 14.591 espectadors.

## Localització
És situat al barri tarragoní de la Vall de l'Arrabassada, al llevant de la ciutat, a la zona coneguda com a Partida Budallera, on també s'hi troba la ciutat esportiva del club, que inclou dos camps d'entrenament de gespa i un de sorra, pistes de tennis, un frontó, piscines i un pavelló poliesportiu.

### Transport públic proper
A uns 200 metres de l'estadi hi ha una parada de la línia 8 del bus urbà de Tarragona, anomenada "Estadi".
A més, des d'una hora abans de l'inici de cada partit del Nàstic al Nou Estadi Costa Daurada les línies 1, 2, 3, 5, 6 i 7 tenen un recorregut especial.

## Futur estadi
El març de 2007 es va adjudicar el projecte de construcció d'un nou camp de futbol a la zona de Camp Clar. El desembre del mateix any es va presentar el disseny de l'estadi, amb una capacitat de 17.500 espectadors i un disseny inspirat en els camps de futbol anglesos. El projecte s'havia de finançar amb la venda del terreny del Nou Estadi per a construir-hi pisos. La crisi financera i immobiliària que va començar el 2007 va provocar la falta de finançament per a la construcció del nou camp i el projecte es va descartar definitivament el novembre de 2008.

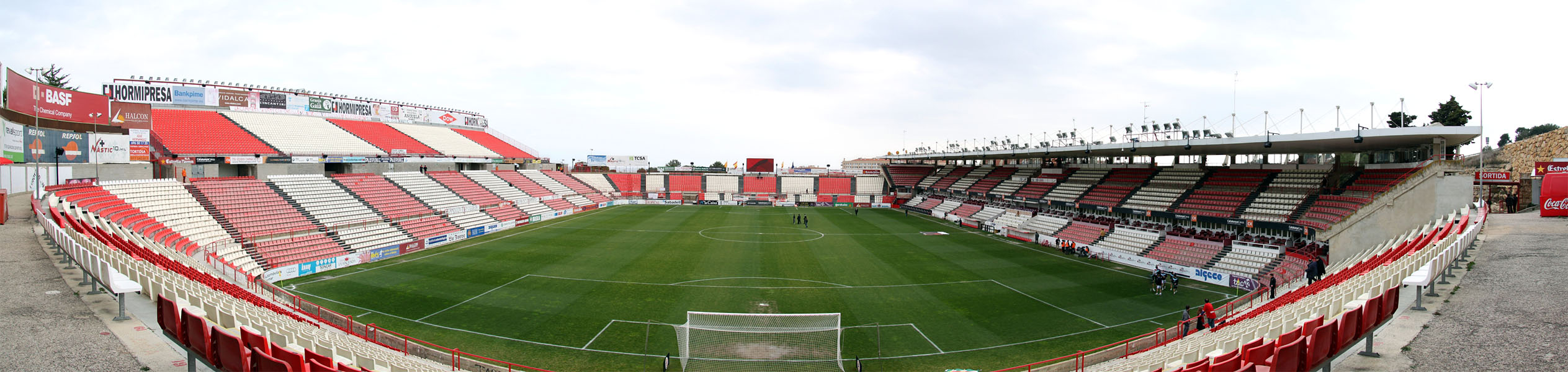
vista panoramica